# Koto Lebuh Tinggi
Koto Lebuh Tinggi is een bestuurslaag in het regentschap Kerinci van de provincie Jambi, Indonesië. Koto Lebuh Tinggi telt 985 inwoners (volkstelling 2010).